# Триметилсилилцианид
Триметилсилилцианид (триметилцианосилан) — кремнийорганическое соединение с формулой (CH3)3SiCN. Бесцветная летучая жидкость, используется в органическом синтезе в качестве эквивалента цианистого водорода.

## Свойства и синтез
Триметилсилилцианид — бесцветная, довольно летучая (температура кипения 114—117 °C) огнеопасная жидкость. Гидролизуется с образованием синильной кислоты, что и обуславливает его высокую токсичность.При попадании на кожу вызывает раздражение, всасывается через кожу, гидролизуясь в тканях с высвобождением цианида. Вдыхание паров может привести к смертельному исходу. Симптомы отравления триметилсилилцианид сходны с симптомами отравления цианидами (цианоз, удушье, головная боль, слабость). В связи с этим чаще всего хранится и транспортируется в специальных тарах, оснащёных резинкой для отбора шприцем.
Триметилсилилцианид синтезируется взаимодействием промышленно доступного триметилхлорсилана с цианидами щелочных металлов:
LiCN + (CH3)3SiCl → (CH3)3SiCN + LiCl

## Применение в органическом синтезе
Триметилсилилцианид используют в органическом синтезе как менее летучий и, соответственно, менее опасный эквивалент синильной кислоты и в случае необходимости выделения силилированных продуктов присоединения, более стабильных, чем аддукты синильной кислоты.
Например, реакция с иминами идет аналогично синтезу Штреккера, позволяя синтезировать N-замещенные α-аминокислоты:
R2C=NR1 + HCN → R2C(NHR1)CN
R2C(NHR1)CN + 2H2O → R2C(NHR1)COOH + NH3
В некоторых случаях использование триметилсилилцианида вместо синильной кислоты открывает дополнительные возможности синтеза: так, с карбонильными соединениями триметилсилилцианид образует стабильные O-силилированные циангидрины — триметилсилилоксинитрилы:
RCHO + (CH3)3SiCN → RCH(CN)OSi(CH3)3
Триметилсилилоксинитрилы, в отличие от циангидринов, могут быть депротонированы действием диизопропиламида лития до соответствующих карбанионов:
RCH(CN)OSi(CH3)3 → RC-(CN)OSi(CH3)3,
которые могут быть введены в реакцию с альдегидами или кетонами, образуя после дальнейшего гидролиза ацилоины:
RC-(CN)OSi(CH3)3 + R1R2C=O → R1R2C(-O-)-CR(CN)OSi(CH3)3
R1R2C(-O-)-CR(CN)OSi(CH3)3 + 2H2O → R1R2C(OH)-COR + HCN + [(CH3)3SiOH]
Триметилсилилоксинитрил-карбанионы также могут быть алкилированы алкилгалогенидами и далее гидролизованы до кетонов заданной структуры:
RC-(CN)OSi(CH3)3 + R1Hal → RR1C(CN)OSi(CH3)3 + Hal-
RR1C(CN)OSi(CH3)3 + H2O → RR1CO + HCN + [(CH3)3SiOH]